# باشگاه فوتبال بووی تریسی
باشگاه فوتبال بووی تریسی (به انگلیسی: Bovey Tracey Association Football Club) یک باشگاه فوتبال در شهر بووی تریسی، کشور انگلستان است که در سال ۱۹۵۰ میلادی تأسیس شده‌است.